# Janzé
Janzé är en kommun i departementet Ille-et-Vilaine i regionen Bretagne i nordvästra Frankrike. Kommunen ligger i kantonen Janzé som tillhör arrondissementet Rennes. År 2022 hade Janzé 8 618 invånare.

## Befolkningsutveckling
Antalet invånare i kommunen Janzé
Referens:INSEE